# Otto Trillitzsch
Otto Trillitzsch (* 16. Oktober 1898 in Gera; † 15. April 1974 in Dresden) war ein deutscher Maschinenschlosser, Redakteur einer Arbeiterzeitung, Widerstandskämpfer gegen den Nationalsozialismus, Häftling im KZ Buchenwald, Parteifunktionär (USPD/KPD/SED) und Auslandskorrespondent des „Neuen Deutschland“.

## Leben
Trillitzsch entstammte einer Geraer Arbeiterfamilie. Seine Mutter war Textilarbeiterin, sein Vater Weber. Nach dem Besuch der Volksschule erlernte er den Beruf des Maschinenschlossers. 1916 trat er in den Deutschen Metallarbeiter-Verband (DMV) ein sowie in die Sozialistische Arbeiterjugend (SAJ). Im gleichen Jahr wurde er zum Dienst in der Kaiserlichen Marine eingezogen und musste am Ersten Weltkrieg teilnehmen. Gegen Ende des Jahres 1918 verweigerte er die Überführung seiner Einheit in eine „Sicherheitswehr“ des SPD-Volksbeauftragten für Heer und Marine Gustav Noske, weswegen er arretiert wurde. Seit 1919 arbeitete er wieder in seinem Beruf in Gera. Dort trat er in die Unabhängige Sozialdemokratische Partei Deutschlands (USPD) ein. Außerdem wurde er zum Betriebsratsvorsitzenden gewählt. 1920 wurde er Mitglied in der Kommunistischen Partei Deutschlands (KPD). Bei der Bildung der Thüringer Arbeiterregierung 1923 vertrat er seine Partei im Außerparlamentarischen Ausschuss. 1924 wurde er Redakteur der „Ostthüringer Arbeiterzeitung“. 1929 besuchte er die Reichsparteischule "Rosa Luxemburg". Von 1930 bis 1933 war er Redakteur des „Thüringer Volksblatt“, einer KPD-Landeszeitung.

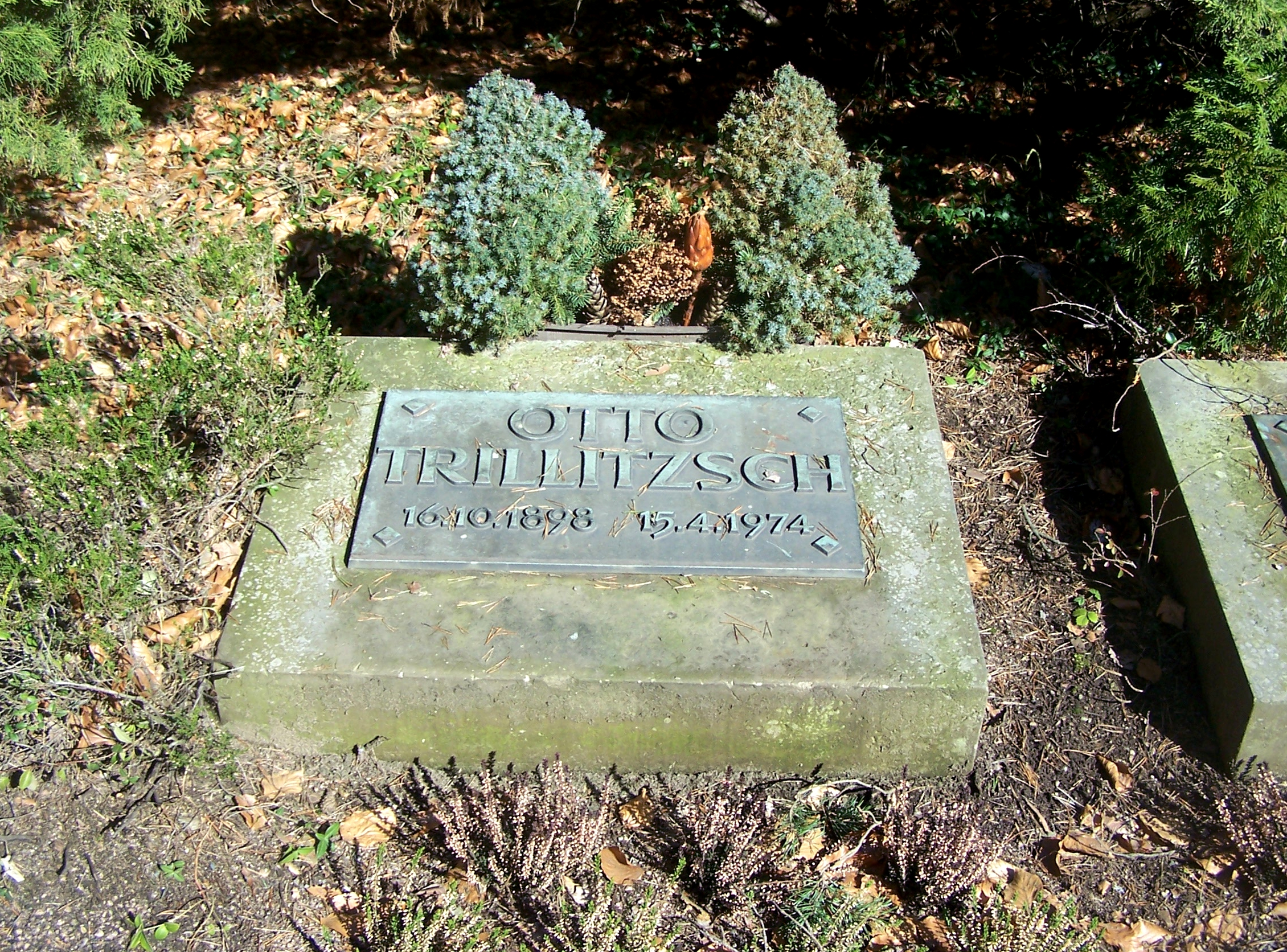
Grab von Otto Trillitzsch auf dem Heidefriedhof in Dresden

Nach der Machtergreifung durch die NSDAP leistete er illegale Widerstandsarbeit in Thüringen und im Ruhrgebiet, wo er Kontakte zu Werner Eggerath schloss. 1935 wurde er verhaftet und in verschiedenen Gefängnissen sowie im KZ Buchenwald inhaftiert.
Als die NS-Herrschaft beseitigt war, wurde Trillitzsch im April 1945 Mitglied der Provisorischen KPD-Bezirksleitung. Zusammen mit Paul Hockarth bereitete er während des Wechsels der Besatzungsmächte im Handstreich das Erscheinen der „Thüringer Volkszeitung“ vor, die er nun als Chefredakteur leitete. Als Mitglied der KPD-Bezirksleitung zeichnete ihn eine partnerschaftliche Haltung aus. Von 1948 bis 1950 war er Redakteur beim „Thüringer Volk“, danach Chefredakteur der „Sächsischen Zeitung“ in Dresden. Innerhalb dieses Berufsabschnitts arbeitete er von 1953 bis 1956 in Moskau als Korrespondent der SED-Zeitung „Neues Deutschland“.
Trillitzsch verstarb 1974 in Dresden und wurde auf dem Heidefriedhof beigesetzt.

## Veröffentlichung
- Das Volk, Organ der Bezirksleitung der SED in Erfurt, 1971

## Ehrungen
- Trillitzsch wurde 1973 mit dem Karl-Marx-Orden ausgezeichnet.
- Zu DDR-Zeiten erhielt die 23. Polytechnische Oberschule in Gera seinen Namen